# Gouden Stier (beleggersprijs)
De Gouden Stier is een Nederlandse prijs voor de beleggerswereld die sinds 2007 wordt uitgereikt. De keuze voor de stier als symbool ligt voor de hand omdat de stier ook het symbool is voor een stijgende beurs, die daarom ook bullmarkt wordt genoemd.
Sinds de invoering van een vakjury is de prijs in aanzien gestegen in de wereld van professionele beleggers. Ook wordt er in de vakpers en op gespecialiseerde sites meer aandacht aan de uitreikingen van de Gouden Stieren gegeven.

## Categorieën
Er worden jaarlijks prijzen uitgereikt in verschillende categorieën. In 2015 waren dit: beste broker, beste beleggingsinnovatie, beste beleggingsfonds, beste ETF, Groene Stier (beste duurzame beleggingsfonds), beste mixfondsen-range, beste vermogensbeheerder en beste beleggingsexpert. De winnaars van deze categorieën worden door een vakjury gekozen, op de publieksprijs voor beste beursexpert na.

## Organisatie en jury
Sinds 2015 wordt de Gouden Stier georganiseerd door enkele grote beleggingssites van Nederland: IEX.nl, Belegger.nl, DeBeurs.nl, EuroBench.com en BeursOnline. Hiervoor was de organisatie van het gala alleen in handen van Belegger.nl. Deze site was tot begin 2015 in handen van het Nederlandse bedrijf Sanoma Media b.v. en is sindsdien in handen van Value8 van de oud-voorzitter van de Vereniging van Effectenbezitters, Peter Paul de Vries.
In de beginjaren van de prijsuitreiking werden de meeste winnaars bepaald door het publiek. De laatste jaren gebeurt dit voornamelijk door een vakjury bestaande uit specialisten uit de beleggingswereld.

## Winnaars

### 2016
| categorie                       | winnaar                                      |
| ------------------------------- | -------------------------------------------- |
| Beste beleggingsinnovatie       | Nxchange                                     |
| Beste beleggingsexpert          | Nico Pantelis                                |
| Beste broker                    | Lynx                                         |
| Beste duurzame fonds            | ASN Duurzaam Aandelenfonds                   |
| Beste ETF                       | iShares Core S&P 500                         |
| Beste vermogensbeheerder        | Care IS Vermogensbeheer                      |
| Beste mixfondsen-range          | NN Dynamic Mix Funds I t/m V                 |
| Beste beleggingsfonds           | UBS (Lux) European Opportunity Unconstrained |
| Beste crowdfundingplatform      | Collin Crowdfund                             |
| Beste online vermogensbeheerder | Evi van Lanschot                             |
| Beste beleggingsexpert          | Bob Homan                                    |
| Beste technisch analist         | Bas Heijink                                  |

### 2015
| categorie                 | winnaar                                             |
| ------------------------- | --------------------------------------------------- |
| Beste beleggingsinnovatie | BUX                                                 |
| Beste beleggingsexpert    | Nico Pantelis                                       |
| Beste broker              | DEGIRO                                              |
| Groene stier              | ASN Duurzaam Aandelenfonds                          |
| Beste ETF                 | db x-trackers MSCI Europe Small Cap Index UCITS ETF |
| Beste vermogensbeheerder  | Care IS vermogensbeheer                             |
| Beste mixfondsen-range    | NN Dynamic Mix Funds                                |
| Beste beleggingsfonds     | BlackRock European Special Situations Fund          |

### 2014
| categorie                       | winnaar                                        |
| ------------------------------- | ---------------------------------------------- |
| Beste broker                    | Saxo Bank                                      |
| Educatieve Beleggingsinstelling | Morningstar                                    |
| Beleggingsfonds                 | Skagen Global                                  |
| Groene stier                    | ASN Milieu & Waterfonds                        |
| Indexbelegger                   | SPDR S&P Global Dividend Aristocrats UCITS ETF |
| Vermogensbeheerder              | Theodoor Gilissen                              |
| Beleggingsexpert                | Bas Heijink                                    |
| Nieuw beleggingsconcept         | Knab Gemaksbeleggen                            |

### 2013
| categorie                       | winnaar                         |
| ------------------------------- | ------------------------------- |
| Beste broker                    | Lynx (online broker)            |
| Educatieve Beleggingsinstelling | Beleggers Academy ABN AMRO      |
| Beleggingsfonds                 | ASN Duurzaam Aandelenfonds      |
| Groene stier                    | Triodos Sustainable Equity Fund |
| Indexbelegger                   | ThinkETF's                      |
| Vermogensbeheerder              | Theodoor Gilissen Bankiers      |
| Beleggingsexpert                | Nico Pantelis                   |
| Financieel Commentator          | Mathijs Bouman                  |
| Beleggingsinovatie              | SystemShop                      |